# صيخان
صيخان هجره تقع من الشمال لشاطئ السفانية أحد شواطئ المنطقة الشرقية بالمملكة العربية السعودية يقطنها العوازم وبعض عمال شركات المقاولات مع أرامكو السعودية.